# Stéphane Biakolo
Stéphane Biakolo (Échirolles, Francia, 8 de marzo de 1982), futbolista francés, de origen camerunés. Juega de delantero y su actual equipo es el Martigues de Francia. 

## Selección nacional
Ha sido internacional con la Selección de fútbol de Camerún en una ocasión.

## Clubes
| Club             | País    | Año       |
| ---------------- | ------- | --------- |
| Montpellier B    | Francia | 1998-1999 |
| Montpellier      | Francia | 1999-2000 |
| Inter de Milán   | Italia  | 2000-2002 |
| Charleroi        | Bélgica | 2002      |
| Chamois Niortais | Francia | 2002-2005 |
| Le Havre         | Francia | 2005-2006 |
| Angers SCO       | Francia | 2006-2007 |
| Stade Laval      | Francia | 2007-2008 |
| US Albi          | Francia | 2008      |
| FC Martigues     | Francia | 2008-     |

- Datos: Q1986283